# Gaetano Mosca
Gaetano Mosca (Palermo, 1.º de abril de 1858 – Roma, 8 de novembro de 1941) foi um jurista, cientista político, historiador e político italiano. Atribui-se a ele e a Vilfredo Pareto o desenvolvimento da teoria das elites.

## Biografia
Formou-se em Direito em Palermo em 1881. Foi livre docente de direito constitucional na Universidade de Palermo em 1885 e de Roma em 1888, onde havia chegado em 1887 como funcionário da Câmara dos Deputados (emprego que teve por quase uma década, quando foi conselheiro do então primeiro-ministro Di Rudinì).
A partir de 1896, Mosca foi professor de direito constitucional na Universidade de Turim. Em seguida, ensinou direito constitucional e administrativo e história das doutrinas políticas na Universidade Luigi Bocconi de Milão. De 1923 a 1933 foi professor de história das doutrinas e das instituições políticas, na Universidade de Roma.
Em 1908 foi deputado no Parlamento italiano. Em 1914, foi nomeado subsecretário de Estado para as Colônias. Em 1919, tornou-se senador. 
Em 1925 foi um dos signatários do Manifesto dos Intelectuais Antifascistas, redigido por Benedetto Croce.  
Colaborou com o jornal Corriere della Sera de 1900 a 1924. Em 1927 foi eleito membro da Academia Nacional dos Linces.

## Teoria sobre o poder político
Com Vilfredo Pareto e Robert Michels, Gaetano Mosca é um dos exponentes do pensamento elitista.
Na sua análise sobre o poder político, Mosca critica a tripartição aristotélica das formas de governo (monarquia, aristocracia e democracia) e sustenta só haver uma forma de governo exercida por uma única classe política, ou seja, a oligarquia. Considera que, em cada sociedade, existem apenas duas classes: os governantes, que são as elites que detêm o poder, e os governados, isto é, o resto da sociedade. Segundo ele, a elite no poder é organizada de tal modo que mantém, a longo prazo, a própria posição, tutelando seus próprios interesses, para isso utilizando até mesmo os meios públicos à sua disposição.
Por este motivo, acredita que a democracia, o parlamentarismo, o socialismo sejam somente utopias ou teorias políticas construídas para legitimar e manter um poder que sempre está em mãos de poucos homens. Enfim, o elitismo sustenta que o poder só se reproduz por vias democráticas quando a oligarquia permite o ingresso dos membros de qualquer classe social; existe uma reprodução do poder pela via aristocrática mas a substituição ocorre sempre no interior da elite. Essa troca dependerá também da situação do Estado no momento. Numa condição de guerra, por exemplo, o ingresso na classe política será facilitado para os generais, comandantes, etc.
Mosca foi senador durante o período de governo liberal e, sendo o cargo vitalício, também durante o fascismo, ideologia com a qual não discordava frontalmente, o que o fez refletir sobre o valor daquele parlamentarismo tão criticado nas suas primeiras obras.
Mosca se ocupou exclusivamente das elites políticas, embora não utilizasse o termo 'elite' mas 'classe política'. A recusa do termo 'elite' se justifica na medida em que o seu significado pode conduzir à ideia de que aqueles que estão no poder sejam os elementos melhores da sociedade. Segundo o autor, as minorias governantes são formadas por indivíduos que "se distinguem da massa dos governados por certas qualidades que lhes dão uma certa superioridade material, intelectual ou mesmo moral (…) Em outras palavras, esses indivíduos devem ter algum requisito, verdadeiro ou aparente, fortemente valorizado na sociedade em que vivem" - ou então devem ser os herdeiros daqueles dotados dessa característica.
No pensamento de Mosca, existem dois casos recorrentes da vida política, os quais são somente fenômenos aparentes:
- Existe um só homem no comando;
- A elite se deixa destituir pela massa movida pelo descontentamento.

No primeiro caso, a autocracia se baseia numa classe política, e quem está no comando do governo não pode ir contra a classe política: princípio da organização. No segundo caso, por mais que a massa possa acreditar que pode destituir definitivamente uma elite, surgirá de novo uma restrita classe política, pois sem classe política não se governa.
O que é a organização? É o que permite à minoria afrontar a maioria desorganizada. A minoria é organizada, pois é possível organizar poucos, mas não muitos indivíduos. É preciso que haja uma fórmula política para justificar a existência de uma determinada classe política, do contrário, ninguém aceita ser governado. A não aceitação da fórmula política provoca a mobilidade: surge uma nova classe política, justificada por uma fórmula política mais atual e aceitável. É verdade, como nos ensinou Karl Marx, diz Mosca, que a história da humanidade é uma história de luta, mas não se trata de luta econômica, e sim de luta política. É a luta entre uma minoria que quer continuar a ser a classe política e de uma maioria que deseja se tornar a classe política. 
A fórmula política pode retornar ao conceito de princípio de soberania e ser engendrada artificialmente, de maneira deliberada, com vistas ao exercício do poder.
As fórmulas políticas não são, todavia, simples charlatanismo: são baseadas em uma vontade antropológica: o homem, para obedecer a uma ordem, precisa de uma justificação. Em 1883, Mosca escreve Teorica dei governi e governo parlamentare ('Teoria dos governos e do governo parlamentar') e questiona se quem tem direito de voto realmente pode influir sobre a escolha das elites. Ele chega a uma visão pessimista: mesmo em um sistema representativo, na realidade não somos nós que escolhemos os nossos representantes; são os nossos representantes que nos fazem escolhê-los (recorrendo, por exemplo, às listas fechadas). Portanto o eleitorado influencia pouco nas escolhas. O aumento dessa influência poderia ser obtido mediante um alargamento da base eleitoral que levasse a um sistema mais democrático.
Segundo Mosca, existem dois princípios na base das classes políticas: o aristocrático, de cima para baixo e próprio de classes políticas aristocráticas, e o liberal, de baixo para cima, próprio das classes políticas democráticas. Porém essas correlações não são automáticas. Pode existir, por exemplo, um sistema democrático e aristocrático, como a China dos mandarins ou, vice-versa, um Estado aristocrático e liberal. A preferência de Mosca está no princípio liberal, com uma classe política democrática. Na revisão de 1923 de seu livro Elementi di scienza politica ('Elementos de ciência política'), ele afirma que o progresso humano só pode acontecer na democracia.

## Obras
- Sulla teorica dei governi e sul governo parlamentare (1884)
- Appunti sulla libertà di stampa (1885)
- Questioni costituzionali (1885)
- Le Costituzioni moderne (1887)
- Elementi di scienza politica (1ª parte: 1896 - 2ª parte: 1923)
- Che cosa è la mafia, (1900)
- Appunti di diritto Costituzionale (1908)
- Italia e Libia (1912)
- Stato liberale e stato sindacale (1925)
- Il problema sindacale (1925)
- Saggi di storia delle dottrine politiche (1927)
- Crisi e rimedi del regime parlamentare (1928)
- Storia delle dottrine politiche (1937)
- Partiti e sindacati nella crisi del regime parlamentare (Bari, 1949)
- Ciò che la storia potrebbe insegnare. Scritti di scienza politica (Milano, 1958)
- Il tramonto dello Stato liberale (a cura di A. Lombardo, Catania 1971)
- Scritti sui sindacati (a cura di F. Perfetti, M. Ortolani, Roma 1974)
- Discorsi parlamentari (con un saggio di A. Panebianco, Bologna 2003)